# Glenda Schroeder
Glenda Schroeder ist eine US-amerikanische Informatikerin.

## Schaffen
Schroeder entwickelte die erste auf Kommandozeilen beruhende Nutzersteuerung mit dem Betriebssystem-Shell auf Multics (Großrechner) am MIT. Diese zählt als Vorgänger für die Unix-Shell der Bell Laboratories, welches heute noch in Gebrauch ist. In den Jahren 1964/1965 schlug das Team um Schroeder, bestehend aus Pat Crisman und Louis Pouzin, die an einer Verbesserung des CTSS Time-Sharing-Systems arbeiteten (was in Multics mündete), in ihrer Programming Staff Note 49 das System-Kommando MAIL vor, mit dem ein angemeldeter Nutzer in einem Rechnersystem Nachrichten in Briefform verschicken kann, ohne dass der Empfänger der Nachricht im System angemeldet sein muss. Implementiert wurde es 1965 von Tom Van Vleck auf Anregung von J. C. R. Licklider. Dieses auch Time-Sharing-Mail genannte Verfahren wurde erst im Jahr 1971 durch das Mail-Box-Protocol ersetzt.